# Иванов, Сергей Иванович (хоккеист, 1960)
Сергей Иванович Иванов (род. 24 декабря 1960, Новотроицк, Оренбургская область) — советский и российский хоккеист, нападающий. Мастер спорта СССР.

## Биография
Родился в Новотроицке, через несколько месяцев семья переехала в Челябинск. В детстве играл в футбол и хоккей на стадионе «Локомотив». С девяти лет тренировался на ЧТЗ, с 15 лет окончательно перешёл в хоккей, тренер Владимир Гаврилович Мурашов. В конце 1970-х из-за тяжёлой травмы не играл. Затем выступал с игроками 1961-го и 62-го годов рождения на первенство Челябинской области. В первенстве СССР дебютировал в сезоне 1980/81 первой лиги в СКА (Новосибирск). В концовке сезона 1982/83 перешёл в челябинский «Трактор». По ходу сезона 1987/88 оказался в команде первой лиги «Металлург» Челябинск. С переходного турнира сезона 1989/90 — вновь в «Тракторе». В сезоне 1993/94 играл в финских клубах «КалПа» и «Хокки», в следующем сезоне — в итальянском «Азиаго». В 1995 году вернулся в «Трактор», но через полсезона из-за финансовых проблем ушёл в фарм-клуб «Надежда».
С 1998 года — в «Граните» Озёрск, игравшем в низших лигах первенства России. В 2001 году командам без крытого льда было запрещено играть в первенстве, и Иванов несколько лет работал в ДЮСШ и был играющим тренером «Гранита» в первенстве Челябинской области.
Тренер в ДЮСШ «Мечел», ДЮСШ «Трактор», хоккейной школе «Метеор-Сигнал» («Сигнал», Челябинск).